# جون ر. آرثر جونيور
جون ر. آرثر جونيور (بالإنجليزية: John R. Arthur, Jr.)‏ هو فيزيائي وأستاذ جامعي وكيميائي أمريكي، ولد في 17 ديسمبر 1931 في أوماها في الولايات المتحدة.